# Håvard Steinar Lunde
Håvard Steinar Lunde (Oslo, 11 gennaio 1970) è un ex calciatore norvegese, di ruolo difensore.

## Carriera

### Club
Lunde giocò per il Vålerenga e per lo Haugesund. Vinse la Coppa di Norvegia 1997.